# Vasile Vasilache
Vasile Vasilache (n. 26 octombrie 1907, orașul Huși, județul Vaslui – d. 4 aprilie 1944, București) a fost un regizor și actor român.
În perioada interbelică a făcut parte, împreună cu N.Stroe, din cuplul umoristic Stroe și Vasilache. Prima emisiune "Ora veselă" s-a transmis la Radio București pe data de 9 ianuarie 1929. A murit în bombardamentul din 4 aprilie 1944.
A fost tatăl compozitorului Vasile Vasilache Junior.
A fost înmormântat în Cimitirul Bellu.

## Filmografie

### Ca regizor
- Pix. portocala (1935) (1935)
- Ora veselă (1935)

### Ca actor
- Câinele său (1935)

## Fragmente audio
| (audio) | Stroe şi Vasilache - „Alo, alo, aici e Radio” |  |  |

### Muzica
- Du-mă acasă măi tramvai - piesă foarte cunoscută cântată de Gică Petrescu
- Dragoste, poveste veche - piesă foarte cunoscută cântată de Gică Petrescu
- Morărița - piesa foarte cunoscută cântată de Petre Alexandru, Mia Braia, Mirabela Dauer
- Trurli - piesă foarte cunoscută cântată de Titi Botez, Mihaela Mihai, Gica Petrescu, Alexandru Andrieș, Paula Seling și alții [2]
- Ninge - piesă interpretată în duet de Margareta Pâslaru și Marina Voica în 1960.